# Dimecres Negre
Dimecres Negre, en política i economia, es refereix als fets del 16 de setembre del 1992, quan el govern conservador britànic es veié obligat a retirar la lliura esterlina del Mecanisme Europeu de Canvi (conegut per les sigles angleses ERM) després de mostrar-se incapaç de mantenir-la per sobre del seu límit inferior acordat. George Soros, el més destacat dels inversors del mercat de divises, obtingué més de 1.000 milions de dòlars en guanys per la venda de lliures esterlines a curt termini.
El cost del Dimecres Negre s'ha estimat a entre 13.000 i 27.000 milions d'euros. El 1997, El Tresor de sa Majestat feu una anàlisi i estimà el cost del Dimecres Negre a 3.300 milions d'euros, xifra llunyana d'altres estimacions i que fou revelada l'any 2005 gràcies la Llei de Llibertat d'Informació.
Les pèrdues comercials a l'agost i setembre foren estimades a 800 milions d'euros, però la principal pèrdua pels contribuents sorgí perquè la devaluació els podria haver donat guanys. Els documents mostren que, si el govern hagués mantingut 24.000 milions de dòlars en reserves de moneda estrangera i la lliura hagués caigut per la mateixa quantitat, el Regne Unit hauria obtingut un guany de 2.400 milions d'euros a causa de la devaluació de la lliura esterlina.